# Municipio de Jefferson (condado de Elkhart)
El municipio de Jefferson (en inglés: Jefferson Township) es un municipio ubicado en el condado de Elkhart en el estado estadounidense de Indiana. En el año 2010 tenía una población de 9688 habitantes y una densidad poblacional de 106,8 personas por km².

## Geografía
El municipio de Jefferson se encuentra ubicado en las coordenadas 41°39′6″N 85°49′47″O / 41.65167, -85.82972. Según la Oficina del Censo de los Estados Unidos, el municipio tiene una superficie total de 90.71 km², de la cual 90.35 km² corresponden a tierra firme y (0.4%) 0.37 km² es agua.

## Demografía
Según el censo de 2010, había 9688 personas residiendo en el municipio de Jefferson. La densidad de población era de 106,8 hab./km². De los 9688 habitantes, el municipio de Jefferson estaba compuesto por el 94.21% blancos, el 0.75% eran afroamericanos, el 0.22% eran amerindios, el 1.22% eran asiáticos, el 0.04% eran isleños del Pacífico, el 2.33% eran de otras razas y el 1.23% pertenecían a dos o más razas. Del total de la población el 6.34% eran hispanos o latinos de cualquier raza.